# Regéc
Regéc is een plaats (község) en gemeente in het Hongaarse comitaat Borsod-Abaúj-Zemplén. Regéc telt 109 inwoners (2001).